# Brongs
Els brongs (o abrons) són els membres d'un grup ètnic que tenen com a llengua materna l'abron i que viuen a la regió de Brong-Ahafo de Ghana i de Gontougo de Costa d'Ivori.Hi ha entre 1.183.000 (1988), 1.606.000.000 (joshuaproject) i 1.146.000 gwes. El seu codi ètnic al joshuaproject és NAB59a i el seu ID de grup ètnic és 10971.

## Situació territorial i pobles veïns

### Abron a Ghana
A Ghana hi ha entre 927.000 (peoplegroups), 1.050.000 (ethnologue - 2003) i 1.406.000 (joshuaproject) abrons.
El territori abron està situat a la regió Brong-Ahafo. En el seu extrem oriental hi ha la ciutat d'Atebubu i a l'extrem occidental limita amb Costa d'Ivori. El seu extrem més meridional està situat a l'oest del poble de Mim i el seu extrem més septentrional està a pocs quilòmetres al sud de Kintampo. Sunyani i Techiman són les ciutats principals del seu territori.
Els brongs ghanesos limiten amb els nafaanres, els bondoukou kulangos, els ligbis i els degs al nord i amb els àkans al sud.

### Abron a Costa d'Ivori
A Costa d'Ivori hi ha entre 133.000 (ethnologue, 1993), 200.000 (joshuaproject) i 219.000 (peoplegroups) abrons.
El territori abron de Costa d'Ivori està situat a les subprefectures de Tanda i Bondoukou, a la regió de Gontougo, al nord-est del país. El seu punt més meridional està situat al sud-est de Koun-Fao i el seu punt més septentrional està al nord de Sapli-Ségpingo. Bondoukou i la frontera amb Ghana està a l'est del territori abron i el seu punt més occidental està situat a l'oest de Tanda.
El poble abron és el grup kwa que està situats més al nord-est del país. Aquest limita amb els boundokou kulangos al nord i nord-oest i amb els anyins, al sud i sud-oest.

## Llengua
La llengua materna dels brongs és l'abron. A més, també parlen l'àkan i l'anglès, així com hi ha brongs que parlen el bondoukou kulango i el jula.

## Religió
La meitat dels brongs ghanians són musulmans, el 48% són cristians i el 2% creuen en religions africanes tradicionals. El 40% dels brongs ghanians cristians són protestants, el 40% pertanyen a esglésies independents i el 20% són catòlics. El 17% dels brongs ghanians cristians pertanyen a moviments evangèlics.
La meitat dels brongs ivoriencs creuen en religions africanes tradicionals, el 43% són cristians i el 7% són musulmans. El 70% dels brongs ivoriencs cristians són catòlics, el 15% són protestants i el 15% pertanyen a esglésies independents. El 4% dels brongs ivoriencs cristians pertanyen a moviments evangèlics.